# Ground Master 400

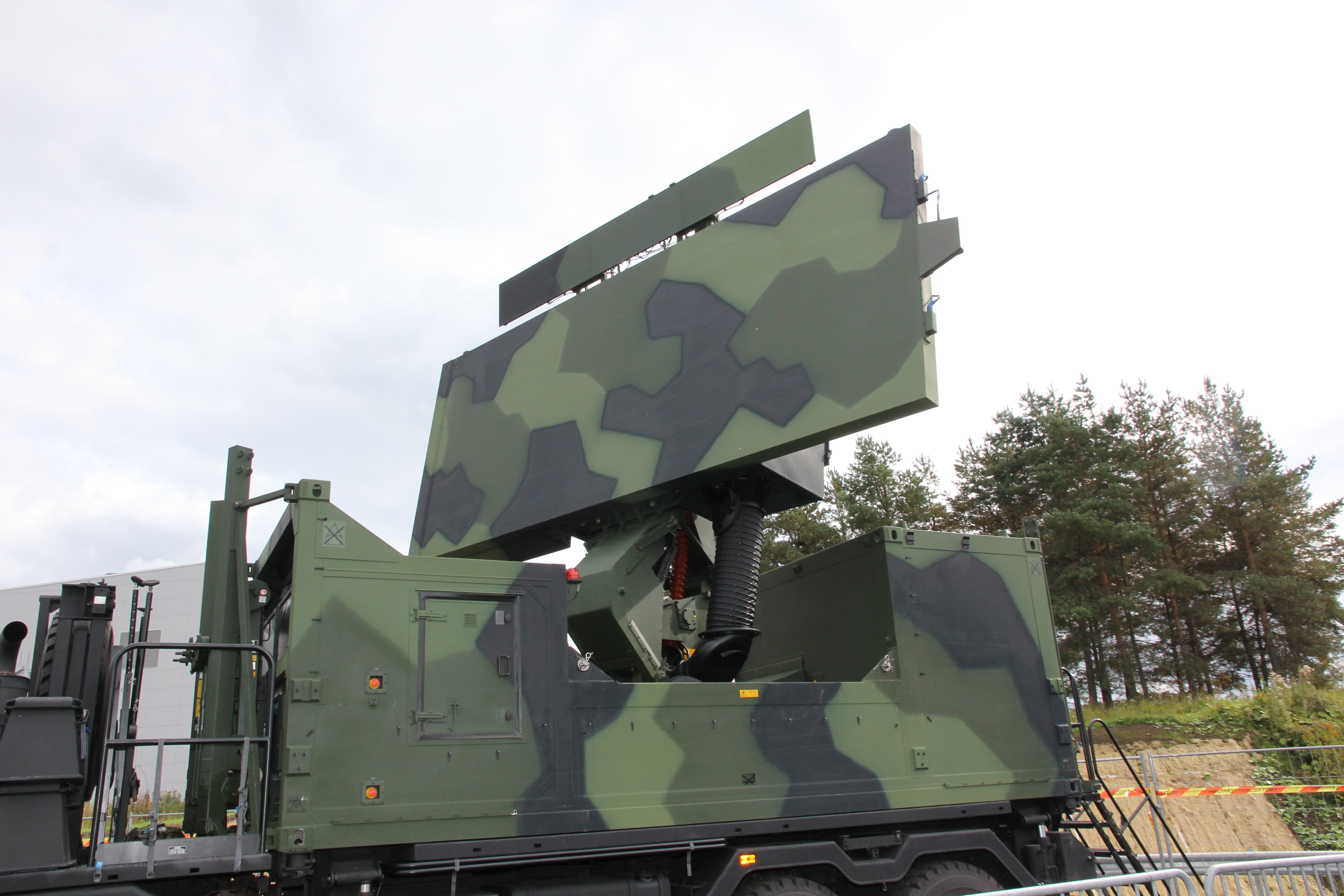
Gros plan sur un Ground Master 403 finlandais sur un camion Sisu E13TP, cette version est produite depuis 2008.

Le Ground Master 400 (GM400) est un système de radar mobile commercialisé depuis 2008 par ThalesRaytheonSystems (en), puis par le groupe Thales. 

## Caractéristiques
Le GM400 est un radar 3D de défense aérienne à longue portée, à réseau balayé électroniquement, offrant une détection aux altitudes très élevées comme très basses. Il suit un large éventail de cibles, depuis les avions tactiques hautement manœuvrables volant au-dessous de plusieurs centaines de pieds jusqu'aux petits dispositifs non conventionnels, tels que les drones ou les missiles de croisière.
Le système peut être mis en œuvre par une équipe de six personnes en une heure et peut être télécommandé. Le système tient dans un conteneur d'expédition de 20 pieds et pèse moins de dix tonnes. Le système peut être rapidement déployé monté sur un camion tactique 6x6 ou 8x8 et peut être transporté par un seul avion C-130 ou un hélicoptère de transport lourd.
Le GM 400 a été sélectionné entre autres pour protéger le centre spatial guyanais du CNES. Le système est opérationnel depuis la fin 2012.
En 2021, Thales a lancé une nouvelle version, le Ground Master 400 Alpha (GM400α), qui apporte 5 fois plus de puissance de calcul, une portée étendue à 515 km et la possibilité de mettre en œuvre des algorithmes d'intelligence artificielle avancés.

## Caractéristiques principales
- Radar de surveillance aérienne
- Personnels : 4
- Radar AESA 3D en bande S
- Taux de rotation de 10 tr/min
- Capteur de défense aérienne à longue distance et à haute altitude
- Détecte les aéronefs à voilure fixe et à voilure tournante, les missiles de croisière, les drones et les missiles balistiques tactiques
- Couverture :
  - Azimut : 360 °
  - Orientation : 20 ° et 40 °
- Performance :
  - Portée de détection :
    - Avion de chasse : 450 km
    - Missile de croisière : 250 km

  - Taux de détection maximum en altitude : 30,5 km
  - Portée instrumentée : 470 km (515 km pour le GM400 α)
- Mobilité, transportabilité et fiabilité élevées
- Modes de fonctionnement :
  - Mode de formation de faisceau numérique
  - Faisceau empilé (temps maximum sur la cible)
  - Bande S (partie haute 2,9 / 3,3 GHz)
  - 2 modes Doppler
  - Contre-mesures électroniques (ECCM)
  - Capacité de détection des missiles balistiques tactiques (TBM).

## Opérateurs
[Quand ?]

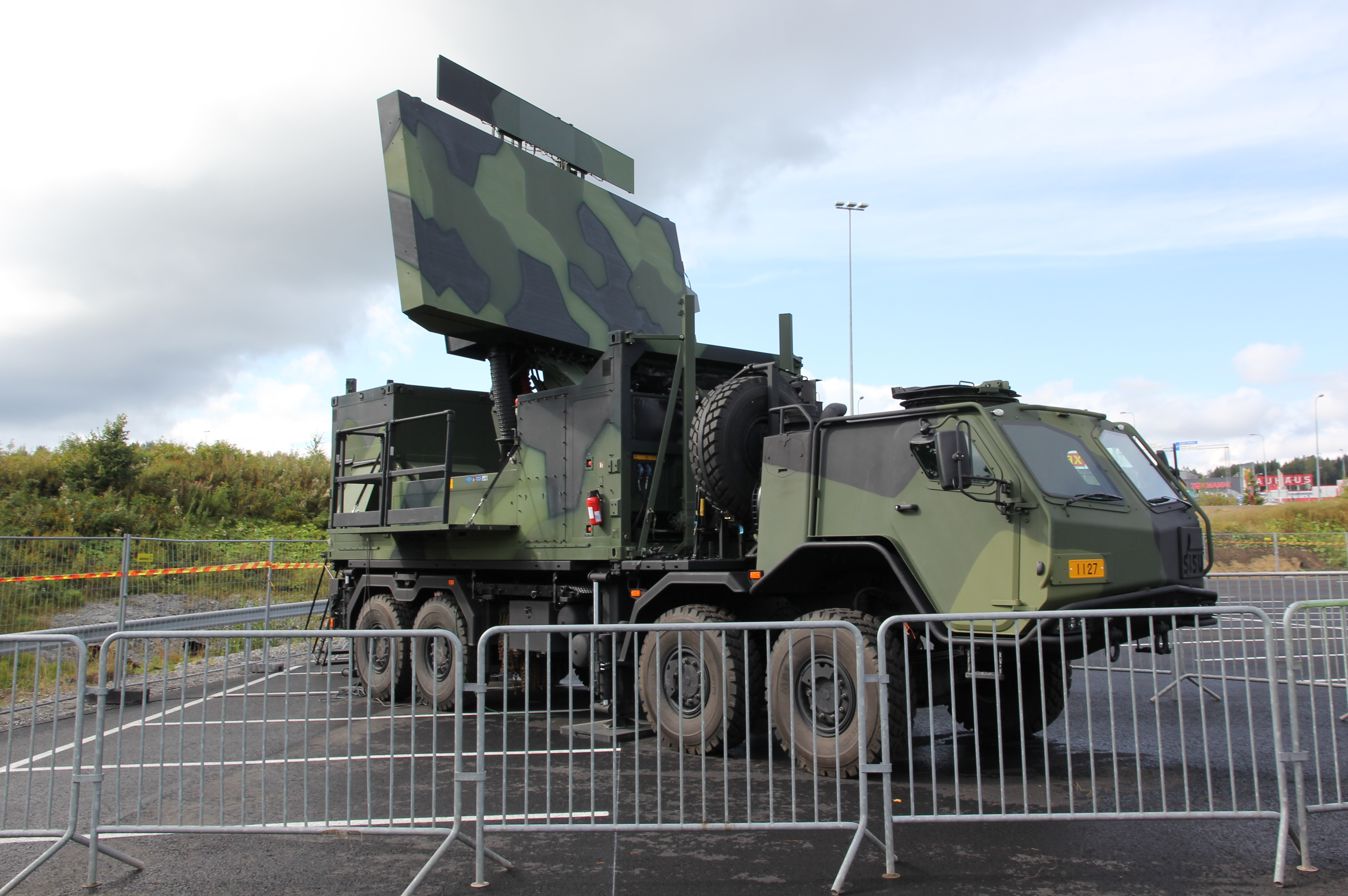
Ground Master 403 finlandais sur un camion Sisu E13TP.

- Canada : 2 systèmes, projet annulé en juillet 2015[5].
- Estonie : Escadre de surveillance aérienne : 2 systèmes Ground Master 403[6]. En juin 2023, deux radars GM 400α sont achetés pour livraison en 2025[7].
- Finlande : 12 systèmes Ground Master 403[6].La désignation locale est Keva 2010[8].
- France : 2 systèmes GM 406 en 2017, 3 en 2019[6], 12 systèmes GM 403 en 2022[9].
- Géorgie : Systèmes GM 403 et GM 200[10],[11]
- Allemagne : 6 systèmes[6]
- Malaisie : 2 systèmes commandés en 2009, deux autres en juillet 2025 (GM400α)[12],[13]
- Slovénie : 2 systèmes Ground Master 403[6].
- Chili : 9 systèmes
- Maroc : 3 systèmes[14]
- Mexique : 5 + 1 (prévu)[15]
- Égypte : 4 systèmes[16]
- Kazakhstan : 20 systèmes[17]
- Irak : 4 systèmes[18]
- Sénégal : 2 systèmes Ground Master 403[19],[20]
- Bulgarie : 7 GM400 commandés en juin 2025
- Albanie : 1 GM400α commandé en juin 2025, livrable 14 mois plus tard[21]